# Antoine Cyr
Antoine Cyr (Gatineau, 18 settembre 1998) è un fondista canadese.

## Biografia
Attivo in gare FIS dal dicembre del 2015, Cyr ha esordito in Coppa del Mondo il 24 marzo 2019 a Québec (61º), ai Campionati mondiali a Oberstdorf 2021, dove si è classificato 27º nella 50 km, 27º nello skiathlon, 31º nella sprint, 7º nella sprint a squadre e 10º nella staffetta, e ai Giochi olimpici invernali a Pechino 2022, dove si è piazzato 37º nella 15 km, 42º nello skiathlon, 56º nella sprint, 5º nella sprint a squadre e 11º nella staffetta. Ai Mondiali di Planica 2023 è stato 36º nella 50 km, 38º nella sprint, 4º nella sprint a squadre, e 5º nella staffetta e non ha completato lo skiathlon e a quelli di Trondheim 2025 è stato 18º nella 10 km, 40º nello skiathlon, 9º nella sprint a squadre e 5º nella staffetta.

## Palmarès

### Coppa del Mondo
- Miglior piazzamento in classifica generale: 10º nel 2024